# Хрисанф (патриарх Константинопольский)
Патриа́рх Хриса́нф Маноле́а (греч. Πατριάρχης Χρύσανθος Μανωλέα; 25 февраля 1768, деревня Като Грамматико, Османская империя — 10 сентября 1834, Принкипо, Османская империя) — епископ Константинопольской православной церкви; Архиепископ Константинополя — Нового Рима и Вселенский Патриарх (1824—1826).

## Биография
Родился в феврале 1768 года в деревне Като Грамматико Пеллас (греч. Κάτω Γραμματικό Πέλλας) в Македонии и происходил из старинного рода Маноле́а, чьи потомки проживают до сего времени. Учился в школах Козани и Фессалоник, был эллинистом и сторонником греческого освобождения.
В период церковного служения был митрополитом Кесарийским, позднее Верийским (1799—1811).
13 июля 1811 года назначен митрополитом Серрским.
9 июля 1824 года, в связи с низложением турками патриарха Анфимия III, митрополит Хрисанф был избран патриархом Константинопольским.
Будучи человеком образованным и деятельным, но высокомерным, властолюбивым и мстительным, он приобрёл себе много врагов. Был низложен турками 26 сентября 1826 года и изгнал в Кесарию, а позднее переселился в монастырь на острове Принкипо.
Скончался 10 сентября 1834 года и был похоронен в монастыре Христа Спасителя на острове Принкипо недалеко от Стамбула.